# Vanellus
Vanellus é um género de aves da família dos Charadriidae, conhecidas com os nomes vulgares de abibe, quero-quero, mexeriqueira e barbilhão. Estas aves vivem em especial na Europa e na Ásia.

## Espécies
- Abibe-de-cabeça-branca, Vanellus albiceps
- Quero-quero, Vanellus chilensis
- Vanellus cinereus
- Abibe-coroado, Vanellus coronatus
- Abibe-de-faces-brancas, Vanellus crassirostris
- Vanellus duvaucelii
- Vanellus indicus
- Vanellus miles
- Abibe-esporado, Vanellus spinosus
- Vanellus tricolor
- Abibe-preto-e-branco, Vanellus armatus
- Vanellus tectus
- Vanellus malabaricus
- Abibe-d'asa-negra-pequeno, Vanellus lugubris
- Abibe-d'asa-negra, Vanellus melanopterus
- Barbilhão-amarelo ou abibe-carunculado, Vanellus senegallus
- Vanellus melanocephalus
- Vanellus superciliosus
- Vanellus macropterus
- Abibe-sociável, Vanellus gregarius
- Abibe-de-cauda-branca, Vanellus leucurus
- Batuíra-de-esporão, Vanellus cayanus (actualmente classificado como Hoploxypterus cayanus[2])
- Vanellus resplendens
- Abibe-comum, Vanellus vanellus